# Doreen Dredge
Doreen Dredge, född 14 juli 1931, är en friidrottare från Kanada. Hon deltog vid olympiska sommarspelen 1948.